# Corsier-sur-Vevey

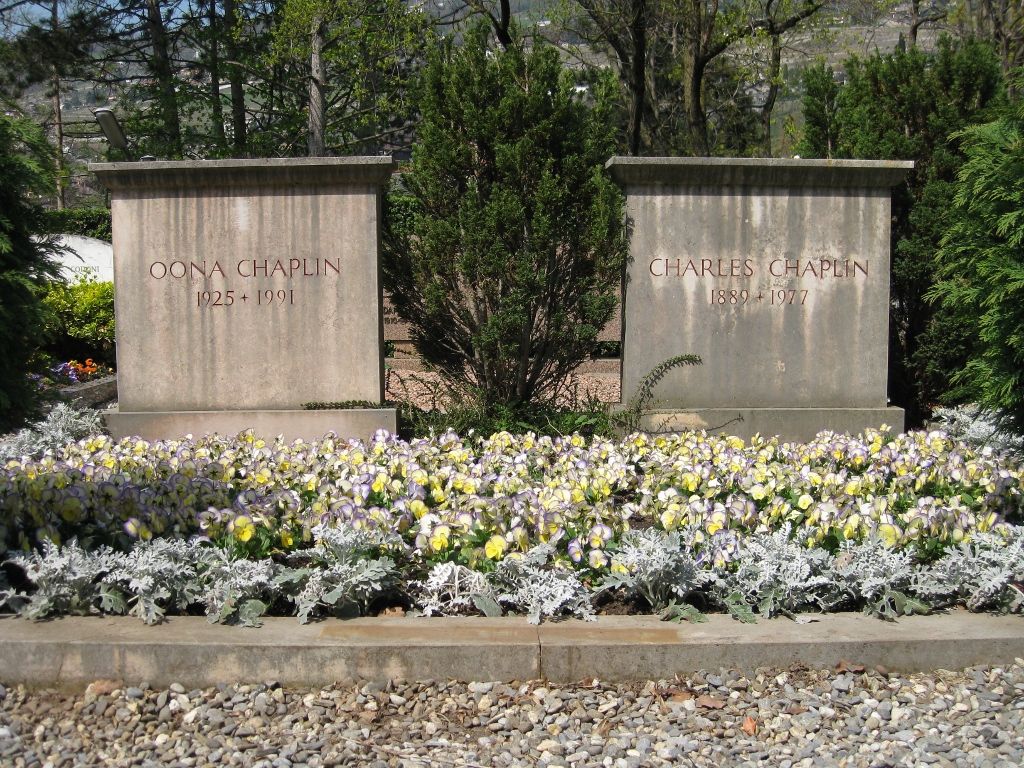
Túmulos de Chaplin (à direita) e Oona O'Neill no Cemitério de Coursier-Sur-Vevey, em Vaud, Suíça.

Corsier-sur-Vevey é uma comuna no distrito de Riviera-Pays-d'Enhaut, na Suíça.
Charlie Chaplin viveu nesta localidade entre 1953 e 1977 e foi sepultado no cemitério comunal. Graham Greene e James Mason também estão enterrados no cemitério de Corsier-sur-Vevey.

## Chaplin’s World
Manoir de Ban, a propriedade onde Charles Chaplin viveu os últimos 25 anos da sua vida é um museu dedicado ao ator e realizador britânico. O museu apresenta objetos pessoais, adereços, como o seu icónico chapéu de coco ou a bengala, e ainda uma réplica das máquinas de Modern Times, uma das obras-primas da filmografia de Chaplin. O museu abriu em abril de 2016.